# Indrabodhi
Król Indrabodhi (Indrabhuti) - król półlegendarnej indyjskiej krainy Oddiyana, mistrz Buddyzmu Diamentowej Drogi z Indii, jeden z 84 mahasiddhów (Wielkich Urzeczywistnionych). Bezpośredni uczeń Buddy Siakjamuniego, który przekazał mu najgłębsze nauki tradycji vajrayany, dopełniając w ten sposób Trzeci Obrót Kołem Dharmy (trzeci przekaz nauk buddyjskich po hinajanie i mahajanie).